# Zbrodnia w Lublińcu Starym i Nowym
Zbrodnia w Lublińcu Starym i Nowym – zbrodnia dokonana 21 marca 1945 roku przez oddział ludowego Wojska Polskiego na ukraińskiej ludności cywilnej ze wsi Stary Lubliniec i Nowy Lubliniec, która odmówiła opuszczenia terytorium Polski i wyjazdu do ZSRR.
Podczas akcji przeprowadzonej przez 2 Samodzielny Batalion Operacyjny Wojsk Wewnętrznych i milicjantów pod dowództwem płka Stanisława Szopińskiego zamordowano w obu wsiach co najmniej od 59 do ok. 90 ukraińskich cywilów. W akcji brali udział także niektórzy Polacy z Rudy Różanieckiej i prawdopodobnie oddział istribitielnych batalionów.
Podczas akcji spalono także większość zabudowań mieszkalnych i gospodarczych.

## Literatura
- Karol Grünberg, Bolesław Sprengel Trudne sąsiedztwo. Stosunki polsko-ukraińskie w X-XX wieku, Warszawa 2005, ISBN 83-05-13372-9;
- Владислав Козубель Тут було наше село, Lwów 1993
- Mariusz Zajączkowski, Pod znakiem króla Daniela. OUN-B i UPA na Lubelszczyźnie 1944-1950, Lublin-Warszawa 2016, ISBN 978-83-8098-088-4